# 光華里 (臺南市)
光華里是臺灣臺南市學甲區的一個行政區域，與北門區相鄰，外接急水溪，其區域含「過港仔」、「東頭」、「東和村」和「豎竹雌」，及原頭港里區域舊頭港仔、新頭港仔、南筏仔頭、北筏仔頭、西邊寮。

## 歷史
舊名「過港仔」，原指與中洲部落相連間隔著排水溝須以渡河通過，日治時期為「中洲六保」，在戰後改為「光華村」，於1968年隨學甲升格成鎮調整為「光華里」，1982年東和里併入光華里。

## 設施
過港仔的庄廟福安宮主祀玄天上帝，新筏仔頭的庄廟巡安宮主祀舜府千歲